# Felice Bernasconi
Felice Bernasconi (Como, 25 luglio 1927 – Como, 8 dicembre 2008) è stato un politico e imprenditore italiano, sindaco di Como dal 1990 al 1992.

## Biografia
Esponente della Democrazia Cristiana, alle elezioni regionali in Lombardia del 1970 fu eletto consigliere regionale, venendo riconfermato altre tre volte, fino al 1990. In seno al Consiglio Regionale, rivestì più volte l'incarico di Presidente della Commissione Permanente "Economia e Lavoro". Imprenditore (fondò nel 1949 la Baradello Trasporti e poi negli anni sessanta la Baradello Viaggi), presidente della Confcommercio di Como per 40 anni, negli anni ottanta ha fondato Espansione Tv, televisione locale comasca, ed è stato in seguito anche presidente di Antenna 3 Lombardia. Fu inoltre vicepresidente nazionale di Confcommercio, durante la presidenza di Francesco Colucci.
Nel luglio del 1990 viene eletto sindaco di Como da una maggioranza composta, oltre che dalla DC, dal Partito Socialista Italiano, dal Partito Socialista Democratico Italiano e dal Partito Repubblicano Italiano. Si dimise il 3 dicembre 1991, ma fu rieletto il 27 gennaio 1992 da una nuova maggioranza formata da DC, PSI e dalla Federazione dei Verdi; vicesindaco fu l'onorevole socialista Marte Ferrari. Nel marzo 1992 fu indagato per omissione in atti d'ufficio, insieme al suo predecessore Angelo Meda, per la gestione del macello comunale. Nel 1996 è stato inoltre rinviato a giudizio per abuso d'ufficio a fini patrimoniali. Nel 1996 è stato inoltre rinviato a giudizio per abuso d'ufficio a fini patrimoniali. Fu in seguito assolto da tutte e tre le accuse.
Dimessosi il 29 settembre 1992, fu sostituito il 30 ottobre dall'indipendente di sinistra Renzo Pigni. Nel 2006 è stato premiato dal Comune di Como con l'Abbondino d'oro, la massima onorificenza cittadina. Dopo una grave malattia, è morto a Como l'8 dicembre 2008. Il suo nome è scritto nel Famedio del Cimitero monumentale di Milano tra quelli dei cittadini illustri e benemeriti.